# Nyhyttan
Nyhyttan är en bebyggelse i Järnboås socken i Nora kommun i Bergslagen i Västmanland. SCB klassade bebyggelsen på båda sidor av Rastälven till en gemensam tätort 1990, och sedan från 1995 till 2015 som en gemensam småort. Vid avgränsningen 2015 klassades bebyggelsen öster om älven som fristående och det året med för få boende för att klassas som småort. 2020 hade dock antalet boende öster om älven ökat och den delen klassades som en småort, Nyhyttan östra. 

## Historia
I Nyhyttan har funnits en masugn, nämnd första gången år 1652. Järnmalm och koppar har brutits i berggrunden runtomkring, och talrika gruvhål finns ännu kvar i de kringliggande skogarna. 

## Hälsocentret
Nyhyttan är kanske mest känt för sitt hälso- och rehabcenter som länge var ägt av Adventistsamfundet. Hälsoinstitutionen fungerade till en början som skola på kristen grund och grundades 1898. Skolverksamheten flyttades dock 1932 till Ekebyholm utanför Rimbo. När hälsoinstitutionen tog vid på Nyhyttan samma år kallades den för "Nyhyttans Badanstalt", men bytte sedermera namn till "Nyhyttans hälso- och rehabcenter". Hälsocentret var fram till 1997 ägt av Adventistsamfundet, och tog emot gäster som ville förbättra sin kost och hälsa. Centret lades dock ned efter nära 70 års verksamhet. Institutionen fick ny ägare och blev istället behandlingshem och avgiftningscentral för drogmissbrukare. Adventistförsamlingen med tillhörande kyrka finns dock fortfarande kvar på Nyhyttan.

## Natur och terräng
Nyhyttan omges av typisk bergslagsnatur, med omfattande granskogar (och till viss del blandskogar), sjöar, älvar och fält. Terrängen är kuperad med böljande kullar och höjder. Byn själv breder ut sig i en liten dalgång och upp över en liten höjd, från omkring 115 till 170 m ö.h. Närliggande vattendrag är sjöarna Sången, Björken, Dammsjön, Vasselsjön och älven Rastälven. Mitt emot byn, på nordöstra sidan om dalgången, reser sig höjden Erikaberget ca 235 m ö.h., som sedan år 2000 är ett naturreservat. Några hundra meter före högsta toppen finns sittbänkar och grillplats och en mycket vacker utsikt över Nyhyttan. Västerut reser sig Höjdaåsen, 275 m ö.h, vars topp är gles på skog och erbjuder även den en mycket vacker utsikt, i synnerhet från utsiktstornet som står upprest där. I ett mer vidsträckt område runt Nyhyttan finns betydligt högre höjder på runt 300 till dryga 400 m ö.h., däribland Kindlahöjden (426 m ö.h.) som är landets sydligaste topp över 400 m.